# Abraxas celidota
Abraxas celidota är en fjärilsart som beskrevs av Eugen Wehrli 1931. Abraxas celidota ingår i släktet Abraxas och familjen mätare. Inga underarter finns listade i Catalogue of Life.